# Dangur
Dangur (äthiopische Schrift: ዳንጉር) ist ein Distrikt (Woreda) im Westen Äthiopiens. Er gehört zur Metekel-Zone in der Region Benishangul-Gumuz. Der Hauptort und größte Ort von Dangur ist Manbuk.

## Geografie
Benannt ist die Woreda nach den Dangur-Bergen.
Dangur grenzt im Norden an die Region Amhara, im Osten an die Woreda Pawe, im Südosten an Mandura, im Süden an Bulen, im Südwesten an Wenbara und im Westen an Guba und an das Nachbarland Sudan. Die Fläche beträgt etwa 8387,19 km².

## Bevölkerung
Nach Angaben der Zentralen Statistikagentur hatte Dangur im Jahre 2005 42.059 Einwohner. Die Bevölkerungsdichte lag mit 5 Menschen pro km² unterhalb des Zonendurchschnitts von 10,5. 2007 lebten 17,21 % in städtischen Gebieten, diese Zahl liegt über dem Zonendurchschnitt von 13,5 %.
1994 waren von 30.741 Einwohnern 40,47 % Agau-Awi, 33,88 % Gumuz, 16,53 % Amharen und 3,3 % Shinasha, 5,81 % gehörten anderen ethnischen Gruppen an. 51,76 % waren äthiopisch-orthodoxe Christen, 21,6 % Anhänger traditioneller Religionen und 21,01 % Muslime.